# Sant Pèire de Toirac
Sant Pèire de Toirac (en francès Saint-Pierre-Toirac) és un municipi francès situat al departament de l'Òlt i a la regió d'Occitània.

## Demografia
| 1962                                       | 1968 | 1975 | 1982 | 1990 | 1999 | 2007 |
| ------------------------------------------ | ---- | ---- | ---- | ---- | ---- | ---- |
| 170                                        | 171  | 160  | 155  | 145  | 121  | 141  |
| Des de 1962: població sense dobles comptes |      |      |      |      |      |      |

## Administració
| Període   | Identitat           | Partit |
| --------- | ------------------- | ------ |
| 2001-2008 | Philippe Uguen      |        |
| 2008-     | Anne-Marie Brehault |        |